# Наводнение в Краснодарском крае (2012)
Наводнение в Краснодарском крае в 2012 году — стихийное бедствие, вызванное проливными дождями. В течение 6—7 июля 2012 года количество выпавших осадков составило 3—5 месячных норм, что вызвало опасные паводки на реках, в том числе катастрофический паводок на реке Адагум в районе города Крымск. Российские специалисты охарактеризовали наводнение как «выдающееся», зарубежные отнесли его к категории «внезапный паводок».

## Предпосылки

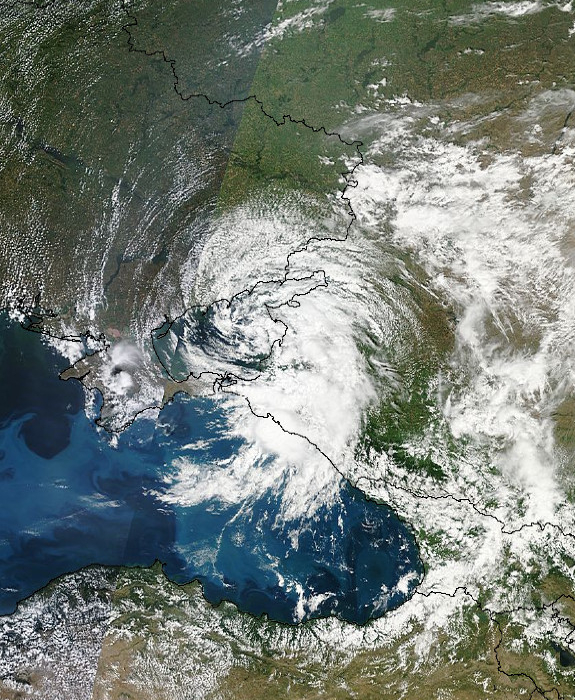
Спутниковый снимок циклона над Краснодарским краем, 09:30 UTC 6 июля

Погода в течение предшествовавших стихийному бедствию нескольких дней была обусловлена высотным циклоном, смещавшимся от северо-востока Турции к юго-западу Краснодарского краяс 4 июля. Утром в пятницу, 6 июля сформировался приземный циклон с центром над восточной частью Азовского моря. В течение следующих суток его положение практически не менялось. В вихревое движение циклона была вовлечена масса тёплого влажного морского воздуха, что привело к продолжительным сильным дождям на участке побережья от Геленджика до Новороссийска, а также в Крымском и Абинском районах.

## Экстремальные осадки 6—7 июля
В течение суток с 6 на 7 июля были значительно превышены рекордные значения по количеству осадков за сутки, зафиксированные метеостанциями Крымска (156 мм при историческом максимуме 80 мм), Новороссийска (275 мм при максимуме 180, отмеченном в 1988 году) и Геленджика (311 мм при историческом максимуме 105 мм). Количество осадков за сутки превысило региональные месячные нормы в 3—5 раз. По мнению специалистов Росгидромета, экстремальными осадками был охвачен весь бассейн реки Адагум, максимум выпадения осадков в этом районе пришёлся на время с 22 часов 6 июля до 3 часов утра 7 июля.

## Наводнение

### Наводнение в Геленджике
В результате ливня 6 июля многие улицы города оказались залиты потоками воды, глубина в некоторых местах достигала полутора метров. Ещё более серьёзная ситуация возникла в микрорайоне Голубая Бухта, где подъём уровня воды в реке Яшамба составил 7 метров над меженным. Ширина зоны затопления в этом районе достигала 40 метров. В результате наводнения в городе погибло 12 человек, пятеро из них — от поражения электрическим током.

### Наводнение и шторм в Новороссийске
Проливные дожди 6—7 июля в Новороссийске сопровождались шестибалльным штормом. Многие улицы были залиты водой. В городе был объявлен режим чрезвычайной ситуации. Вечером 6 июля отмечалось формирование смерчей над морем, что способствовало формированию экстремально сильных осадков в регионе. Работа новороссийского порта 7 июля была приостановлена на несколько часов из-за погодных условий и отключения электричества. В результате стихийного бедствия в Новороссийске погибло три человека.

### Катастрофическое наводнение в бассейнах рек Абин и Адагум
К вечеру 6 июля зона экстремальных осадков перевалила Маркотхский, а затем и Главный Кавказский хребет и распространилась на бассейны рек Адагум и Абин. В совокупности с рядом причин природного и антропогенного характера это привело к катастрофическим паводкам. Наиболее сильно пострадали город Крымск, станица Нижнебаканская, хутора Армянский, Шептальский, Новоукраинский.
Гидропосты на реке Абин и её главном притоке, реке Адегой, расположенные в станице Шапсугской в течение дня 6 июля отмечали рост уровня воды. Прохождение паводка имело характер двух волн (вторая, более высокая, пришла уже после полуночи) с некоторым снижением уровня между ними. Гидропост на реке Абин был затоплен в 21:13. Гидропост на Адегое был затоплен второй волной паводка после 03:30. Несмотря на то, что уровень воды в обеих реках превысил отметки опасного явления примерно на метр и характеризуется как паводок редкой повторяемости, масштабных затоплений не произошло ни в станице Шапсугской, ни в расположенном ниже по течению Абинске.
Более опасным оказался паводок на относящейся к бассейну Абина реке Псыж, протекающей по Крымскому району. В трёх расположенных по течению Псыжа хуторах: Армянском, Шептальском и Новоукраинском он причинил значительные разрушения, имелись человеческие жертвы.
В станице Нижнебаканской первые признаки наводнения были замечены 6 июля около 20:40. Здесь также наблюдалось две волны паводка со снижением уровня в промежутке между ними. Более высокая вторая волна, пришедшая после 23 часов, достигла максимума между 2 и 3 часами ночи 7 июля. Уровень подъёма воды, измеренный непосредственно ниже станицы по течению реки Баканки, составил 5,48 метра над меженным. Учитывая, что выше по течению Баканки паводок носил умеренный характер и не причинил значительного ущерба населённым пунктам, специалисты Росгидромета сделали вывод, что основной вклад в затопление Нижнебаканской внесли правые притоки Баканки, впадающие в неё в районе станицы: Прямая Щель, Темрючка и Глубокая Щель. Паводок причинил значительные разрушения в правобережной части станицы и снёс три моста.
На реке Неберджай и её главном притоке, реке Богаго, также сформировался сильный паводок, однако значительных затоплений он не вызвал. Максимальные расходы воды в низовьях Баканки и Неберджая оцениваются в 1040 м³/с и 800 м³/с соответственно.
Наибольшей мощности паводок достиг ниже места слияния Баканки и Неберджая в реку Адагум, протекающую через город Крымск. Пропускная способность просвета железнодорожного моста, расположенного выше Крымска, оказалась недостаточной для пропуска паводковых вод, насыщенных карчем и бытовым мусором. В результате скопления карча и мусора под мостом образовалось подобие плотины, а выше по течению — временное «водохранилище», ограниченное насыпями железных и автомобильных дорог, в котором скопился значительный объём воды. Подъём воды здесь составил 7,1 метра над меженным. Преодолев эту преграду, наводнение распространилось главным образом в сторону левобережной поймы, а следующей «плотиной» стал автомобильный мост по улице Новороссийская на въезде в Крымск. В этой части города отмечен максимальный уровень наводнения до 8,5 метра над меженным, а ширина зоны затопления достигала 2 километров по левому берегу и до 700 метров по правому. В километре ниже по течению от улицы Новороссийской максимальный уровень наводнения составил 7,8 метра. Просвет автомобильного моста через Адагум в центре города также оказался забит, в результате чего вода переливалась через мост и шла по правому берегу. Непосредственно перед этим мостом расположен гидропост, согласно показаниям которого с 22 часов наблюдался постепенный рост уровня воды, не достигавший уровня опасного явления. После 01:00 подъём воды резко ускорился. Отметка опасного явления была превышена к 02:00, вскоре после этого гидропост был затоплен. Максимальный уровень воды здесь был достигнут между 3 и 4 часами ночи и составил 995 см над нулём гидропоста (около 7 метров над меженным).

В Крымске наводнение причинило наибольший по масштабу ущерб и вызвало многочисленные человеческие жертвы. Расход воды в створе крымского гидропоста на пике паводка оценивается в 1500 м³/с при предыдущем максимуме 800 м³/с, наблюдавшемся во время наводнения 2002 года. Общий объём паводковых вод, прошедших через Крымск за 6—7 июля, составил около 40 млн м³ (38 % среднегодового стока реки Адагум). По оценке Росгидромета, вероятность превышения подобного паводка составляет 0,5 % (в среднем 1 раз в 200 лет).

Фотографии наводнения в Крымске и его последствий
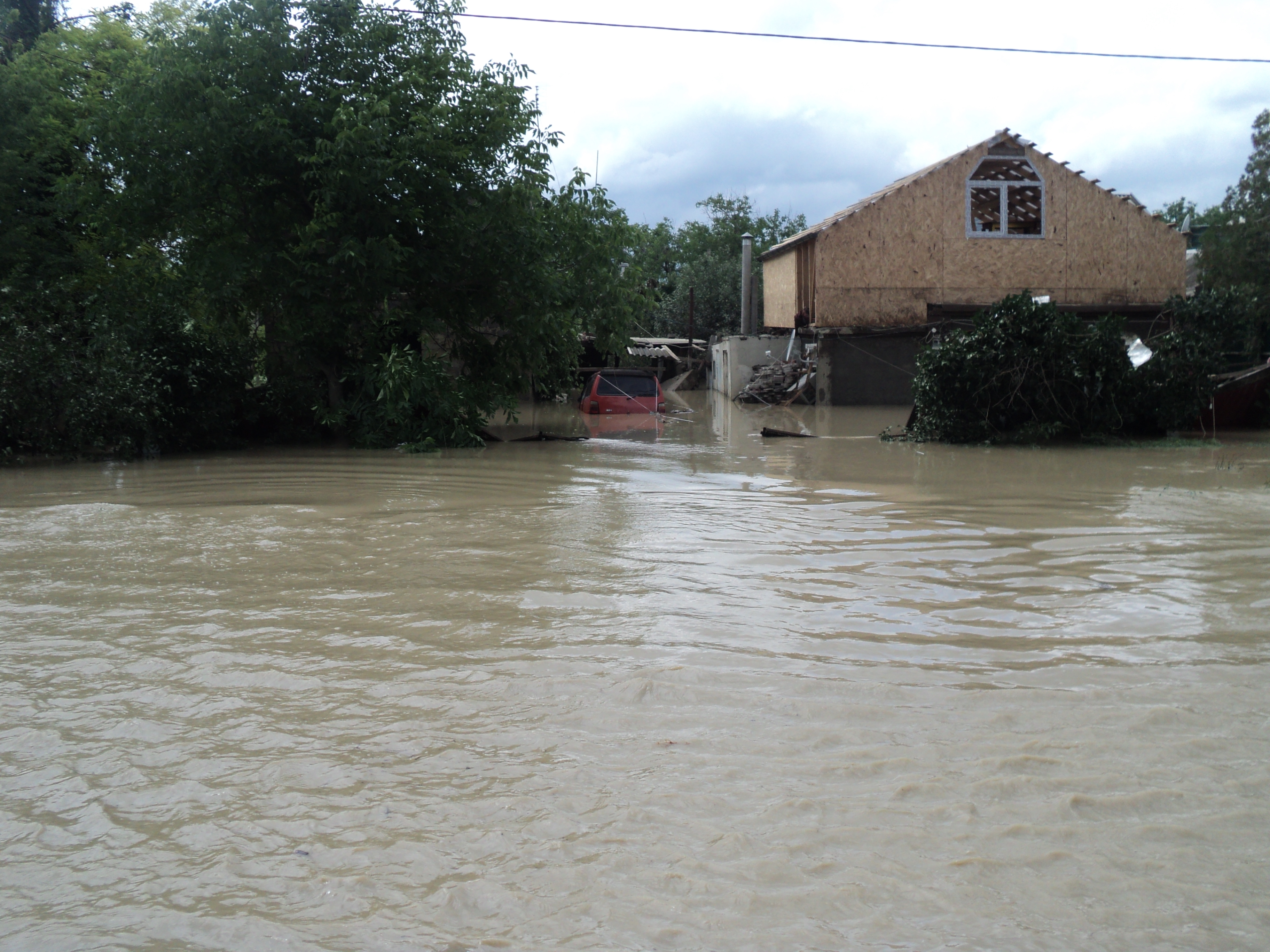
Затопленный участок, 7 июля, 13:49
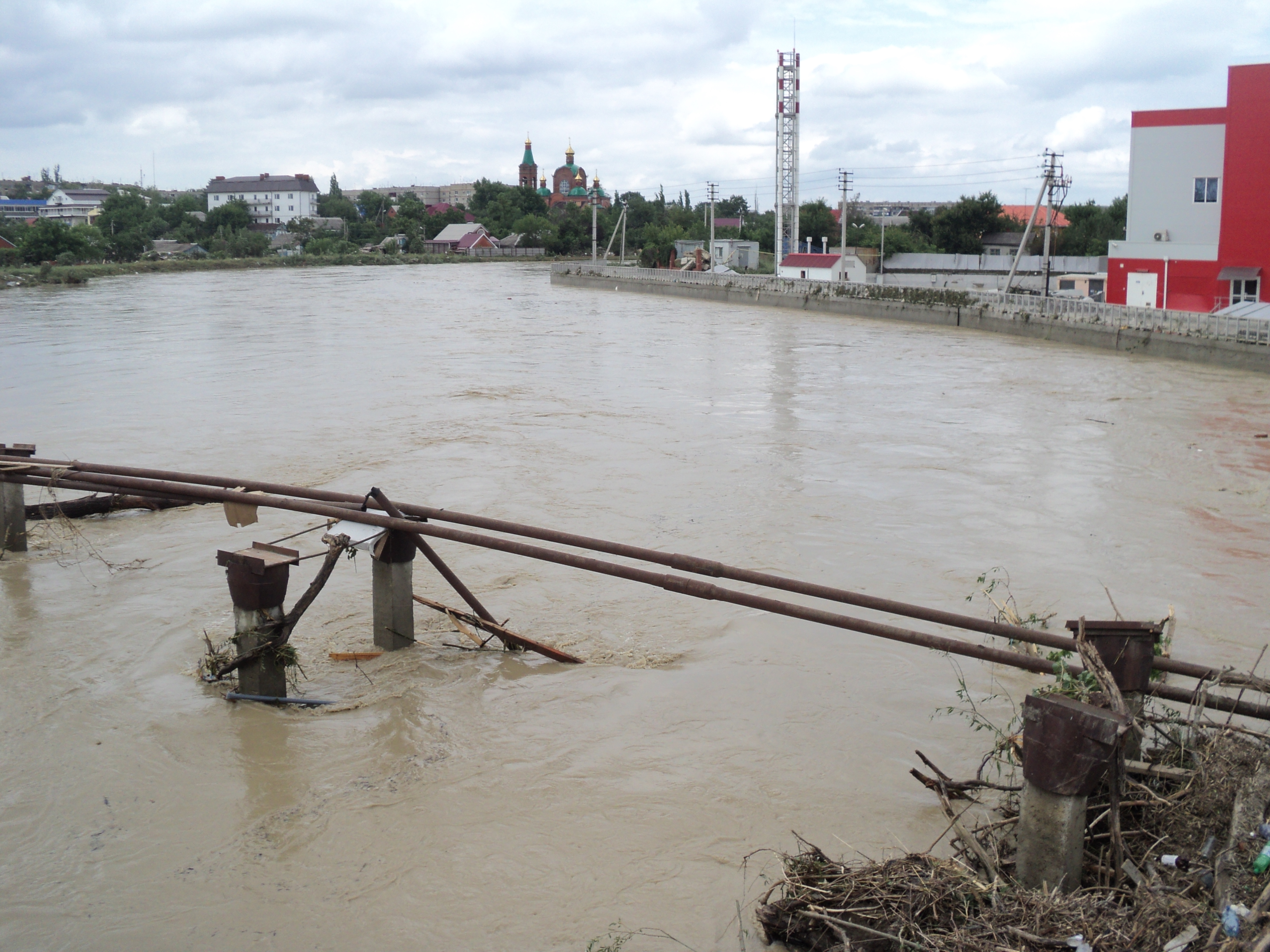
Трубопровод над руслом реки, 7 июля, 13:58
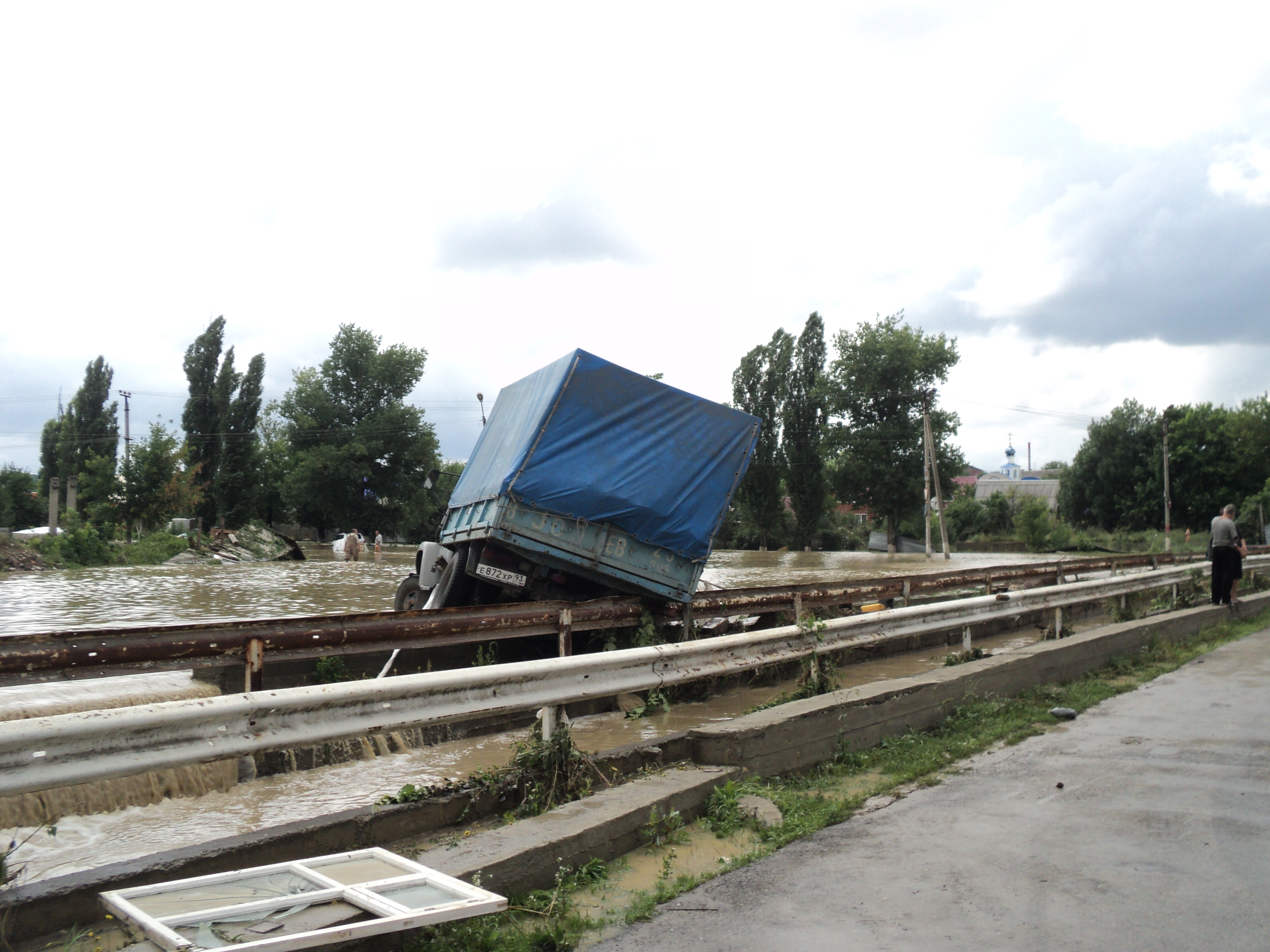
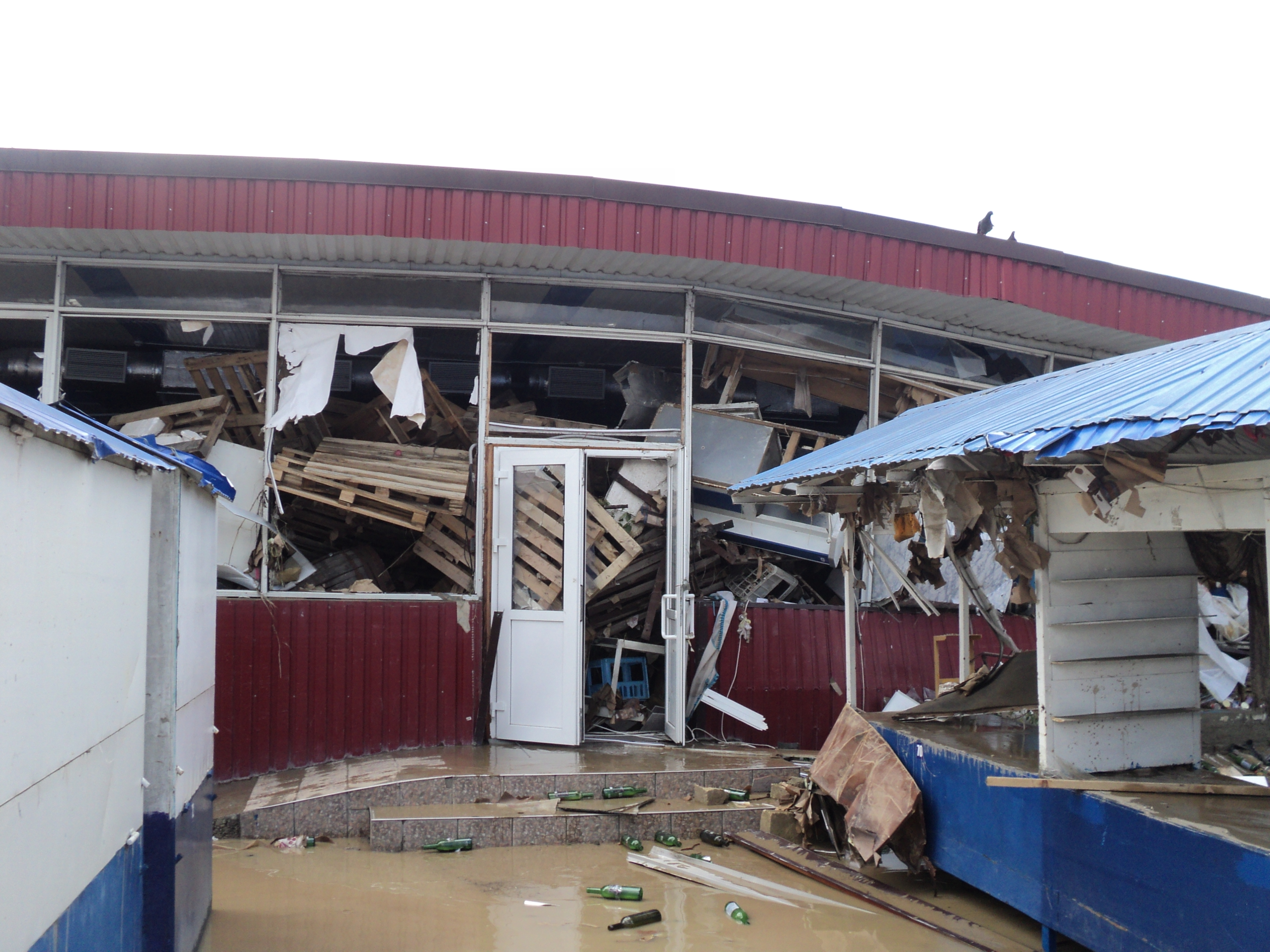
Рыночный павильон после наводнения
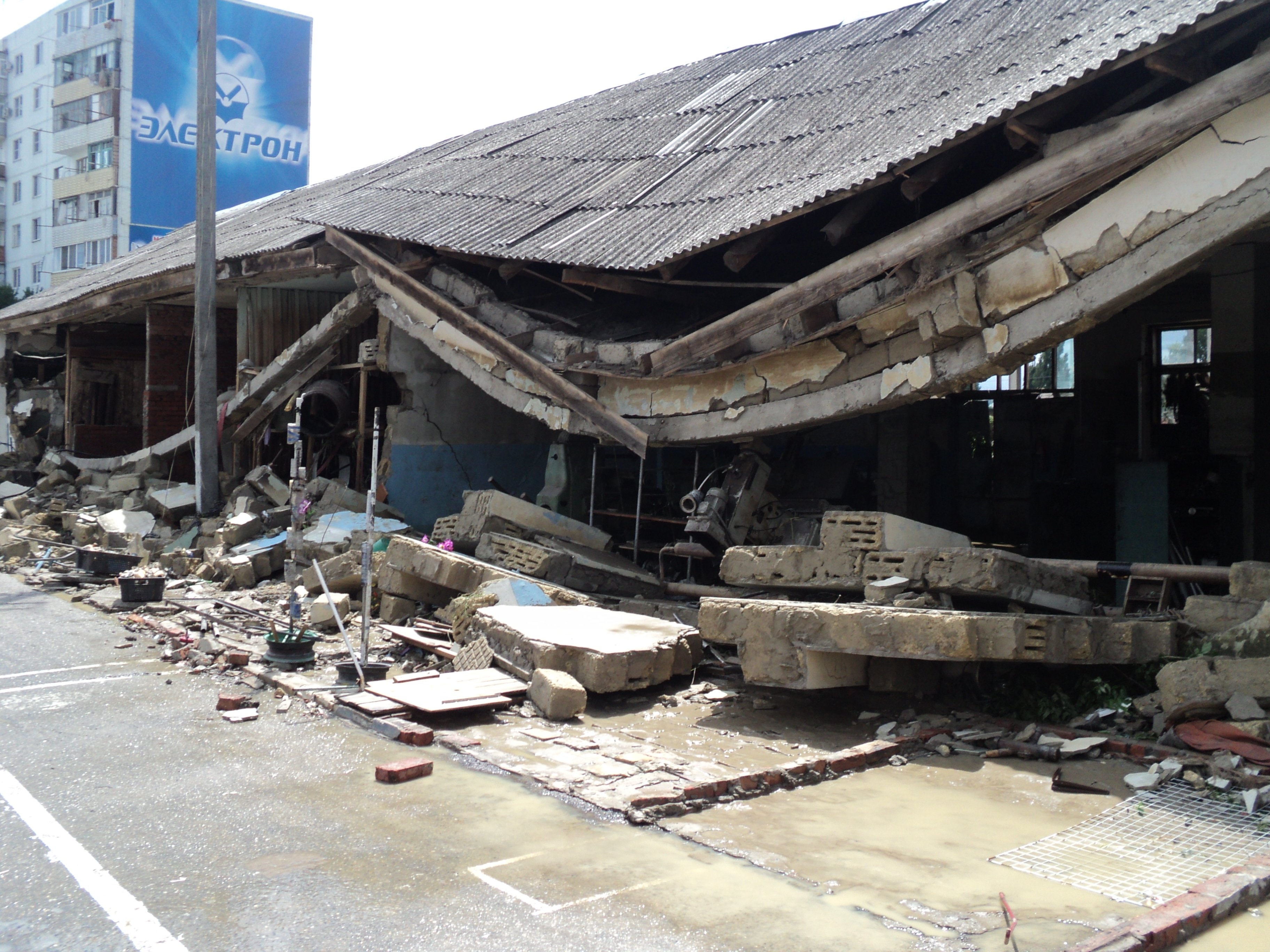
Одно из пострадавших зданий
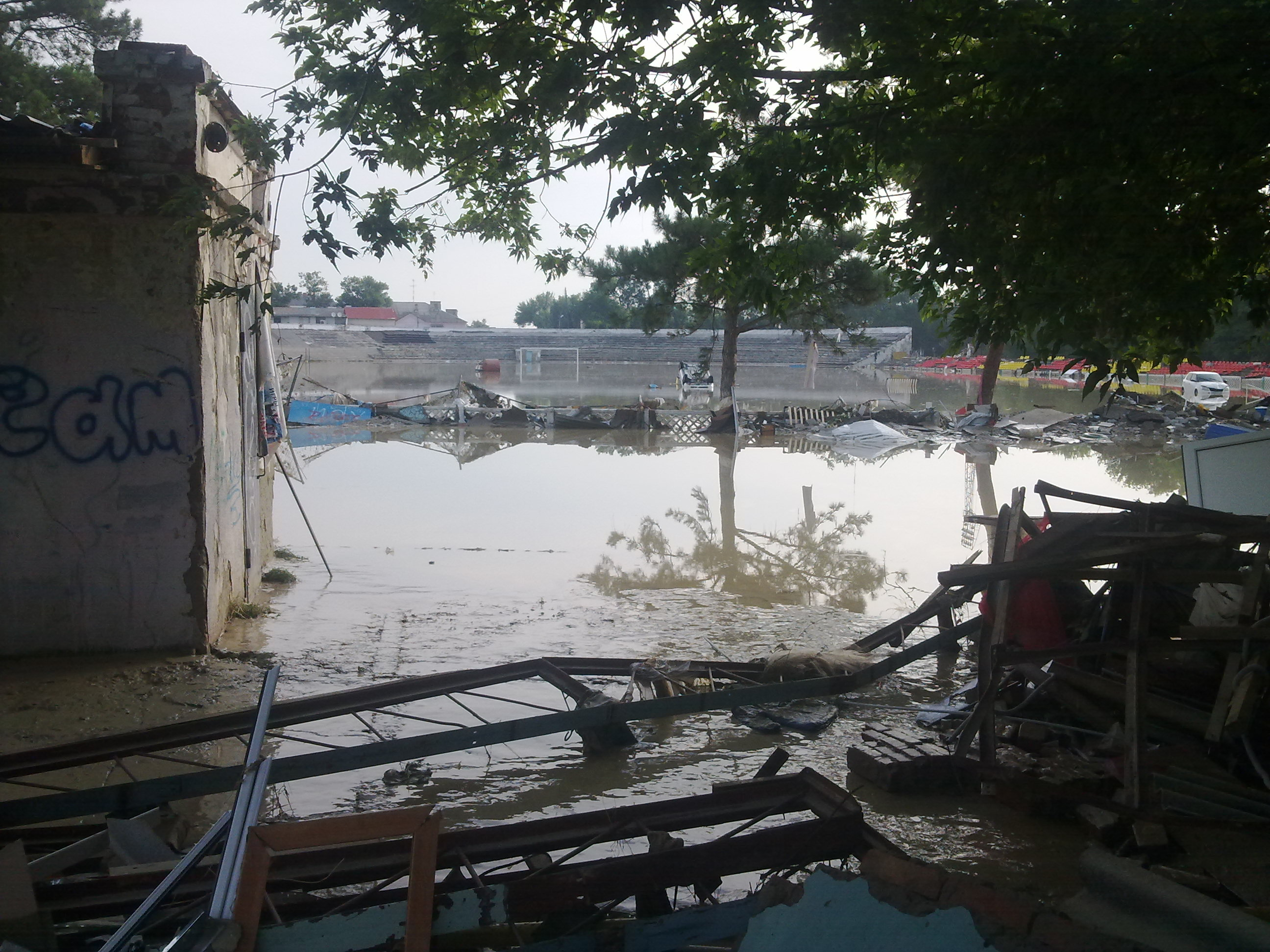
Стадион «Витязь» после наводнения

## Причины катастрофического наводнения в Крымском районе

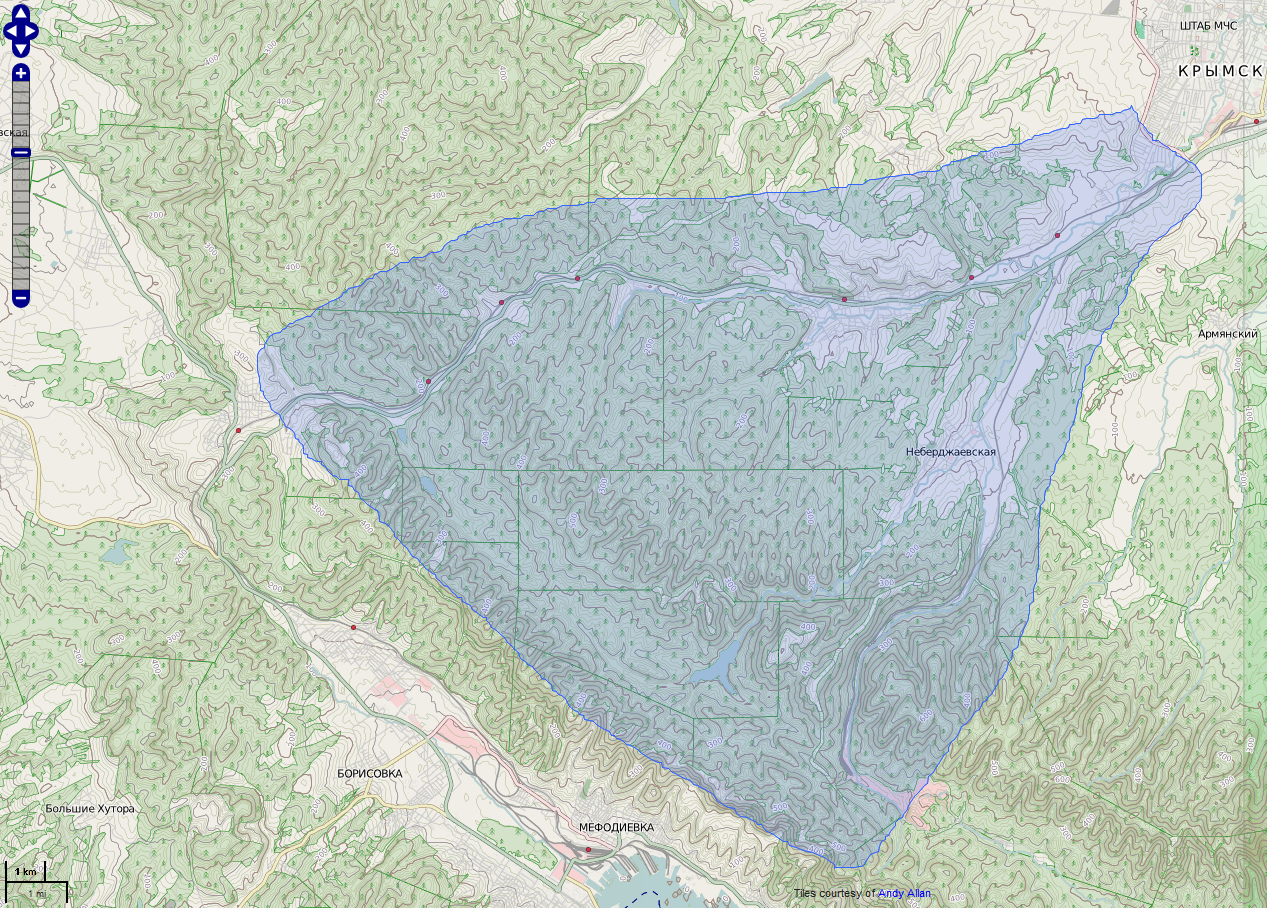
Примерный план бассейна реки Адагум выше Крымска

Главной причиной наводнения послужил экстремально высокий уровень осадков, сильнейших за всю историю наблюдений. Основная часть сформировавших катастрофический паводок в бассейне реки Адагум осадков выпала с 22 часов 6 июля до 3 часов утра 7 июля. Интенсивность осадков достигала 35—45 мм/час, модуль стока в бассейне правых притоков реки Баканки составил 19—21 м³/с с квадратного километра, что является рекордным значением для России.
Усугубило ситуацию состояние русла и поймы реки Адагум: русло реки много лет не расчищалось, было сильно замусоренным и заросшим, а пойма была застроена, включая водоохранные зоны.

### Роль мостов
На прохождение паводка по территории Крымска оказали существенное влияние мосты через реку Адагум, пролёты которых забивало карчем и мусором, в результате чего мост превращался в «плотину» импровизированного «водохранилища». Выше моста уровень воды быстро повышался, а ниже наблюдался лишь незначительный подъём воды. При дальнейшем развитии паводка вода переливалась через мост, прорывала запруду или находила обходной путь, что приводило к внезапному повышению уровня воды ниже моста и образованию подобного «водохранилища» перед следующим аналогичным препятствием.
Специалисты Института наук о земле Южного федерального университета считают, что роль мостов не отличается от роли естественных сужений речной поймы, в местах которых также происходило запруживание речного русла и скопление паводковых вод. По их мнению, мосты не повлияли на максимальный расход паводка, но отсрочили его наступление. Они отмечают развитие паводка на притоках реки Адагум в виде двух волн, первая из которых была обусловлена выпадением осадков в котловине между Маркхотским и Главным Кавказским хребтом вечером 6 июля, а вторая — осадками на северо-восточных склонах Главного Кавказского хребта. Причиной значительных жертв и разрушений в Крымске они считают не прорыв запруды под железнодорожным мостом, а подход второй, более высокой, волны паводка по уже затопленной пойме реки Адагум.
Иного мнения придерживаются директор Института безопасности гидротехнических сооружений В. А. Волосухин и заместитель начальника управления государственного энергетического надзора в Ростехнадзоре О. М. Щурский, включившие забившиеся просветы мостов в перечень причин катастрофического наводнения.

### Роль оповещения населения
Большое число человеческих жертв было обусловлено недостатками системы оповещения населения о чрезвычайных ситуациях.
Оперативные службы Росгидромета и Главное управление МЧС по Краснодарскому краю в предшествовавшие наводнению дни неоднократно предупреждали о возможности развития чрезвычайных ситуаций в регионе в связи с обильными дождями, выходом рек из берегов и оползнями. В течение дня 6 июля было выпущено несколько предупреждений, которые были доведены до сведения организаций, ответственных за предупреждение и эвакуацию населения. В том числе, предупреждение о возможности наводнения, которое было получено администрацией Крымского района 6 июля около 22:00.
Однако непосредственно до населения информация о возможности стихийного бедствия доведена не была. По свидетельству очевидцев, абоненты получили SMS-предупреждения с опозданием и в урезанном виде, предупреждение зрителей посредством бегущей строки по телевидению оказалось неэффективным из-за отключения электричества, а из громкоговорителей системы оповещения в Крымске сработал только один, уже в разгаре наводнения.
По мнению главы Следственного Комитета РФ, Александра Бастрыкина, часть жертв могла бы спастись, если бы их оповестили за 10—15 минут до начала наводнения. Он отметил, что большинство погибших — пожилые люди, захваченные наводнением во время сна и не сумевшие выбраться из быстро затопленных жилищ. В ходе расследования Следственным комитетом были выявлены факты преступной халатности должностных лиц, ответственных за оповещение и организацию эвакуации населения во время стихийного бедствия.

### Роль прудов и водохранилищ
После катастрофического наводнения в Крымске появились слухи, что причиной внезапного затопления города послужило разрушение плотины или аварийный сброс воды из водохранилища в истоках реки Адагум. В качестве предполагаемых источников воды были названы Неберджаевское и Атакайские водохранилища. В течение нескольких дней эти слухи были опровергнуты как официальными источниками, так и независимыми журналистскими расследованиями. Гидротехнические сооружения водохранилищ при пропуске паводка не пострадали, сброс излишков воды производился в нормальном режиме. Неберджаевское водохранилище сыграло положительную роль, аккумулировав в течение суток 6—7 июля свыше 4 млн м³ воды и снизив расход воды в Крымске на пике наводнения примерно на 130 м³/с.
В то же время паводок вызвал разрушения плотин нескольких искусственных водоёмов меньшего размера. В отчёте Росгидромета отмечено частичное разрушение плотины пруда бывшего зверосовхоза «Баканский» на ручье Чубукова Щель (приток Баканки в районе посёлка Жемчужный). По мнению местных жителей и краевой общественной организации «Экологическая вахта по Северному Кавказу», разрушение плотин нескольких прудов, устроенных в верховьях реки Псыж «Некоммерческим партнёрством „Частный охотничий клуб“», стало одной из причин катастрофического затопления хуторов Армянский, Шептальский и Новоукраинский.
Директор ФГУП «Центр Российского регистра гидротехнических сооружений и государственного водного кадастра» Сергей Беднарук отметил, что единственным эффективным методом предотвращения подобных наводнений является строительство специализированных противопаводковых водохранилищ, перехватывающих или задерживающих паводковый сток. Строительство таких сооружений в России находится в ведении государства, разработкой конкретных схем защиты речных бассейнов от паводков занимается Федеральное агентство водных ресурсов. Отсутствие противопаводковых водохранилищ и гидродинамических моделей реки Адагум как одну из причин катастрофы указали также Волосухин и Щурский.

## Ущерб

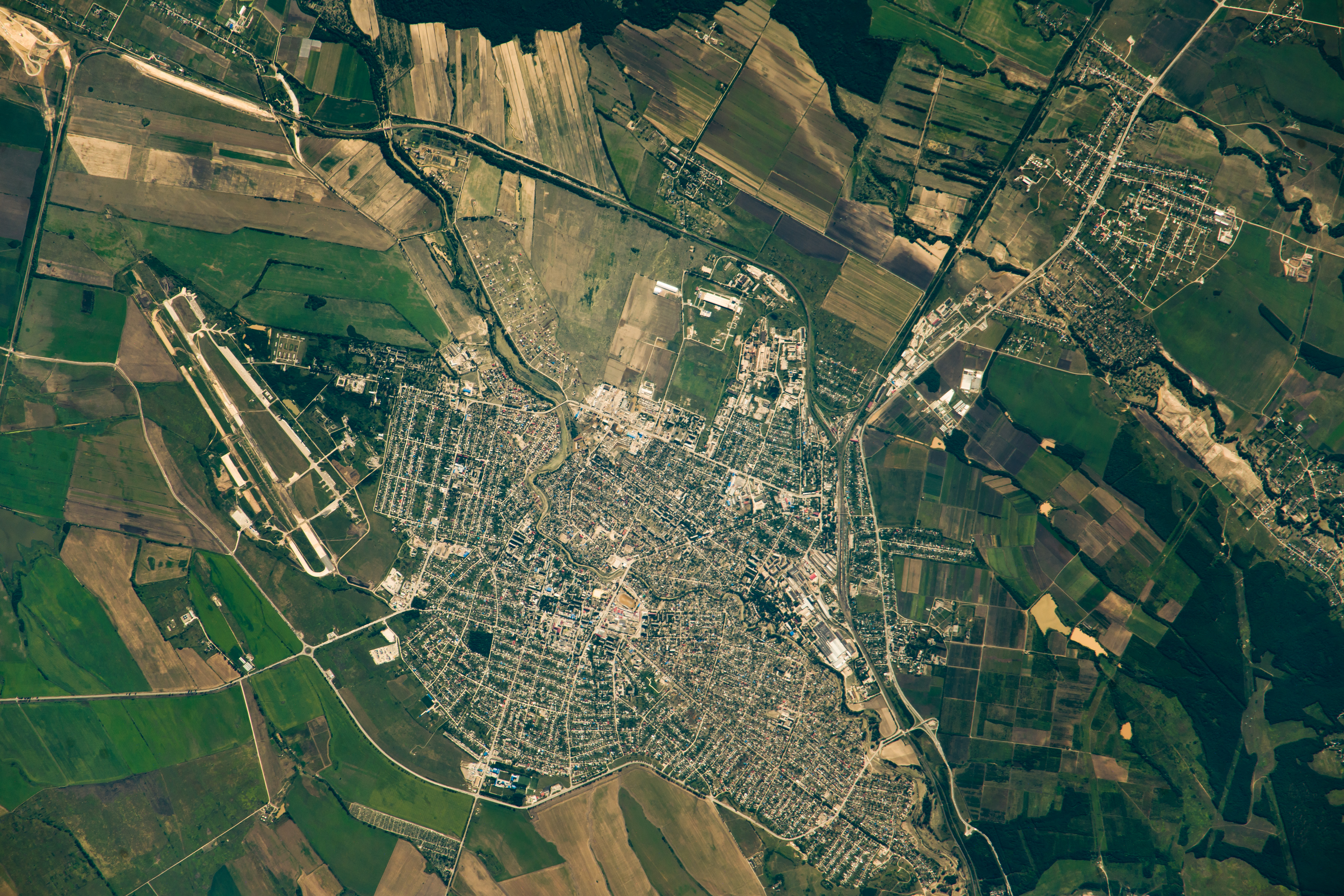
Крымск сфотографирован с МКС (10 июля).

От наводнения в различной степени пострадало около 25 населённых пунктов. Кроме вышеперечисленных населённых пунктов Крымского района, к наиболее пострадавшим относится микрорайон Голубая Бухта в Геленджике. По официальным данным, погибли и пропали без вести 171 человек, большинство из них — в Крымском районе. Материальный ущерб, по оценке министра финансов Краснодарского края Ивана Перонко, составил 20 млрд рублей.
В зоны подтопления попало около 8000 жилых домов, из них 7200 в Крымске. По состоянию на 13 августа, не подлежащими восстановлению было признано около 1700 домовладений. Пострадало от наводнения более 53 000 человек, в том числе полностью лишились имущества около 29 000 человек, более 5500 человек утратили имущество частично. Погибло большое количество домашних животных, главным образом птиц. Наводнением и оползнями во многих местах были повреждены дороги и мосты, руслонаправляющие гидротехнические сооружения. Пострадали системы электро-, газо- и водоснабжения; социальные объекты: школы, детские сады, медицинские склады. Движение по федеральной автотрассе А146 было приостановлено до вечера 7 июля, а по железной дороге на участке между станциями Крымская и Баканская — до утра 8 июля.

### Ликвидация последствий
К ликвидации последствий наводнения было привлечено до 19 540 человек и 2507 единиц техники, в том числе 5361 сотрудник и 619 единиц техники МЧС России. Поисково-спасательные работы продолжались до 10 июля, затем начался этап восстановительных работ. Для населения пострадавших районов были организованы питание, доставка питьевой воды, помывочные пункты, медицинское обслуживание, раздача гуманитарной помощи.
Восстановление систем жизнеобеспечения в Крымске было в основном завершено к 21 июля. По состоянию на 25 июля в зоне стихийного бедствия было спасено 872 человека, эвакуировано 2854 человека, перемещено в пункты временного размещения 1904 человека. Медицинскую помощь получили 13 974 человек, в том числе 1435 детей, была проведена массовая вакцинация. В регион было доставлено более 4600 тонн гуманитарных грузов. 27 июля работа МЧС в регионе была переведена в плановый режим.

### Возмещение ущерба
По состоянию на 6 августа 2012 года, в счёт возмещения ущерба из краевого бюджета было выделено примерно 5,5 млрд рублей. Ещё примерно 4,4 млрд рублей в качестве дотаций на строительство было выделено из федерального бюджета. В страховые компании был заявлен ущерб на общую сумму 1 млрд рублей, из которых 350 млн рублей составили заявления физических лиц. В основном это были требования по ущербу имуществу, приобретённому в кредит и застрахованному по требованиям кредиторов. По состоянию на 21 августа 2012 года, страховые компании выплатили в общей сложности 325,3 млн рублей страховых возмещений (из них 156,1 млн — по каско автомобилей). Ещё 100 млн руб. было перечислено страховщиками по решению Всероссийского союза страховщиков (ВСС) в благотворительный фонд помощи, откуда их планировали направить владельцам не застрахованных автомобилей, лишившимся своих машин.
Жителям пострадавших от наводнения районов были назначены компенсационные выплаты:
- 10 тысяч рублей единовременной материальной помощи каждому пострадавшему;
- 150 тысяч рублей компенсации за утраченное (частично или полностью) имущество;
- 200 тысяч рублей пострадавшим с лёгким ущербом здоровью;
- 400 тысяч рублей пострадавшим со средним или тяжёлым ущербом здоровью;
- 2 млн рублей семье каждого погибшего[49].

## Реакция
7 июля губернатор Александр Ткачёв объявил 9 июля днём траура на территории Краснодарского края. 8 июля был обнародован указ президента России В. В. Путина, в котором понедельник 9 июля 2012 года был объявлен днём траура на всей территории России по жертвам наводнения и произошедшей 7 июля катастрофы автобуса с российскими паломниками под Черниговом. Первый канал также изменил сетку вещания на 8 июля 2012 года, заменив концерт, посвящённый Дню семьи, любви и верности, показом одной из мелодрам (в итоге концерт был показан 13 июля того же года).
С первых же дней после наводнения в Краснодарский край начали прибывать добровольцы и волонтёры, общая численность которых превысила 2600 человек. В регионах России был организован сбор гуманитарной помощи.
11 июля правительство Украины приняло решение об оказании гуманитарной помощи пострадавшим от наводнения. К началу августа гуманитарная помощь была собрана и доставлена в пострадавший регион.

### Критика властей
Обстоятельства гибели людей во время наводнения вызвали многочисленные критические замечания в адрес местных, краевых и центральных властей России.
- Журналист Ирек Муртазин 11 июля отметил, что события в Крымске сходны с наводнением 2002 года, которое было подробно рассмотрено в написанной в 2003 году работниками МЧС книге и послужило причиной постановления Совета Федерации от 30 октября 2002 года № 434-СФ «О мерах по предупреждению и ликвидации последствий катастрофических природных явлений», которое осталось невыполненным[62][63].

- По мнению бывшего инженера-гидролога Николая Солдатова, затопление города как в 2002, так и в 2012 году обусловлено застройкой зоны естественного скопления избыточных вод реки Адагум, одобренной местными властями в годы Перестройки[64].
- Депутаты Государственной думы РФ Роберт Шлегель и Илья Пономарёв обратили внимание на то, что в Крымске не был учтён опыт наводнения 2002 года. Пономарёв сообщил, что 2002 году были выделены средства на строительство в Крымске защитной дамбы, но она так и не была построена. Он также подверг критике отсутствие плана действий на случай чрезвычайной ситуации у местных органов власти и отсутствие контроля за этим со стороны краевой администрации[65].

### Уголовные дела
Уголовное дело по факту массовой гибели людей в результате наводнения в Краснодарском крае было возбуждено 8 июля 2012 года краевым отделением Следственного комитета РФ по части 3 статьи 109 УК РФ (причинение смерти по неосторожности двум и более лицам). С начала расследования дело находилось на особом контроле председателя Следственного комитета, Александра Бастрыкина.
20 июля было возбуждено уголовное дело по части 3 статьи 293 УК РФ (халатность, повлекшая смерть двух или более лиц). Подозреваемыми по делу проходили четыре должностных лица Крымского района:
- глава Крымского района, Василий Крутько;
- глава Крымска, Владимир Улановский;
- глава Нижнебаканского сельского поселения, Ирина Рябченко;
- исполнявший обязанности руководителя Управления по предупреждению ЧС и гражданской защиты Крымского района, Виктор Жданов[67].

В ходе следствия было установлено, что они не выполнили свои обязанности по оповещению и эвакуации населения в связи с угрозой стихийного бедствия и по предупреждению и минимизации ущерба в ходе наводнения. Кроме того, Крутько, Улановский и Рябченко совершили служебный подлог, приказав сфабриковать документы о якобы своевременно предпринятых ими действиях; а Жданов к тому же пытался присвоить часть средств на компенсацию пострадавшим от наводнения, внеся свой адрес в список пострадавших домов. 27 ноября подозреваемым были предъявлены обвинения, 20 марта 2013 года дело было передано в суд.
21 августа 2013 года Абинский районный суд признал подсудимых виновными и назначил наказание в виде лишения свободы с отбыванием в колонии-поселении:
- Василию Крутько — 6 лет;
- Владимиру Улановскому — 3 года и 6 месяцев;
- Виктору Жданову — 4 года и 6 месяцев.
- Ирина Рябченко получила 3 года и 6 месяцев лишения свободы условно.

Всем осуждённым было запрещено занимать должности в органах местного самоуправления в течение 3 лет. Приговор был обжалован защитой осуждённых в Краснодарском краевом суде, но эти жалобы были отклонены.
Из осуждённых только Василий Крутько частично признал свою вину, остальные настаивали, что «делали всё, что было в их силах, для спасения людей». Мнения общественности относительно решения суда разделились: одни считали, что осуждённых чиновников «сделали крайними», другие требовали более серьёзного наказания.
Отдельно рассматривалось уголовное дело в отношении Надежды Курочкиной, главы Пригородного сельского поселения, где погиб от наводнения один из жителей хутора Армянский. 6 сентября 2013 года Крымский районный суд признал её виновной в халатности и служебном подлоге и назначил наказание — 2 года и 6 месяцев лишения свободы условно с испытательным сроком три года и запретом занимать государственные и муниципальные должности в течение двух лет.

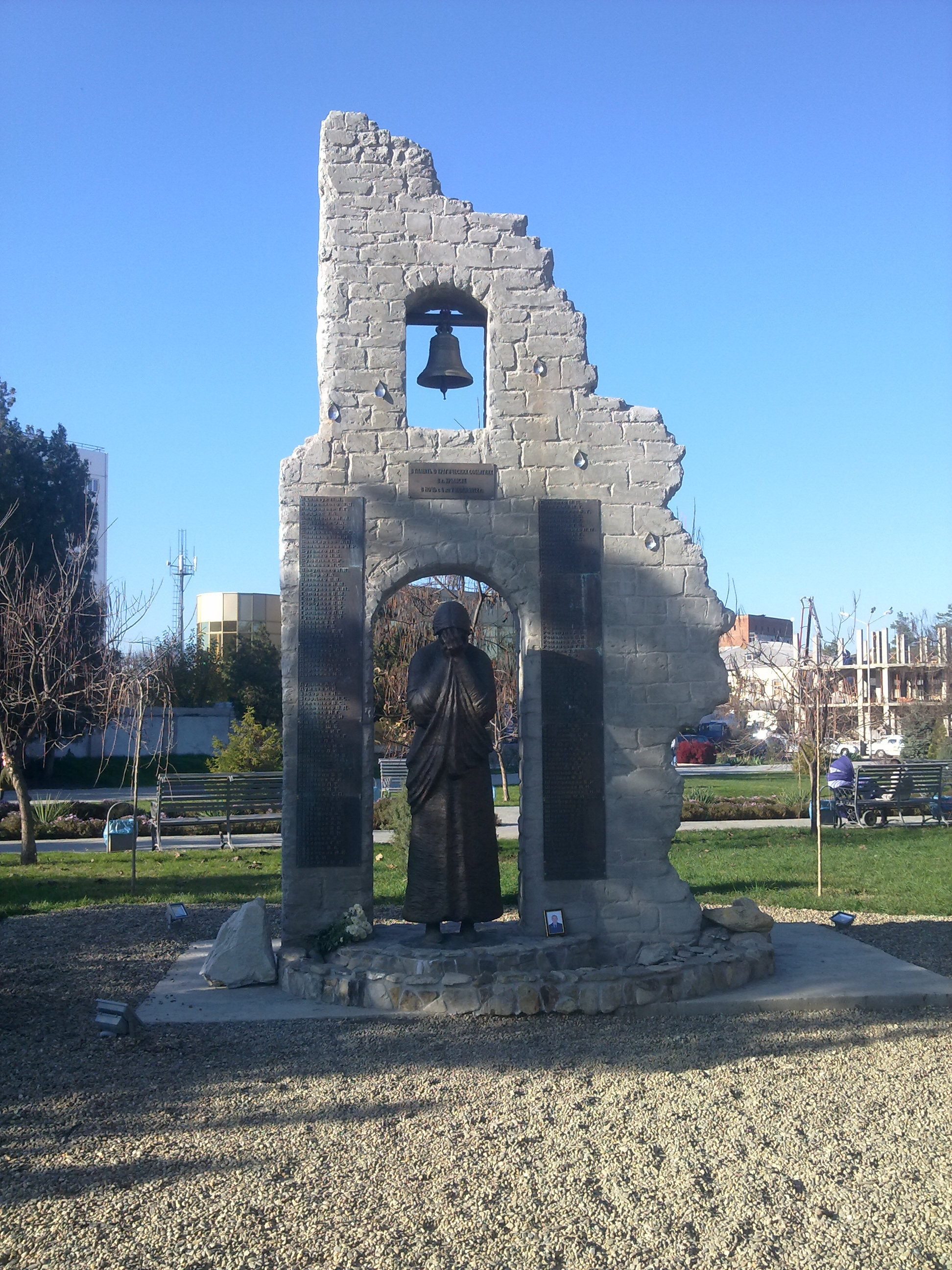
Мемориал в Крымске
(фото 2013 года)

## Память
6 июля 2013 года, спустя год после наводнения, на пересечении улиц Демьяна Бедного и Ленина в Крымске состоялось открытие памятника жертвам стихии. Мемориал, получивший название «Стена плача», построен на добровольные пожертвования. Автором его композиции стал краснодарский скульптор Алан Корнаев, наиболее известный как автор мемориала «Древо скорби» в Беслане.
В 2022 году по инициативе главы Крымского района Сергея Леся мемориал перенесён на улицу Советскую в окрестности автомобильного моста через реку Адагум. Решение о переносе было мотивировано большей уместностью мемориала скорби в том месте, откуда в город пришло наводнение, чем в рекреационной зоне рядом с городским парком, однако вызвало неоднозначную реакцию городской общественности.

## В искусстве
- «Чрезвычайное положение» — книга журналиста и волонтёра Натальи Киселёвой, в виде сборника рассказов потерпевших о пережитой трагедии[77][78].
- «Мы живы!» — документальная книга-альбом, включающая свидетельства потерпевших и рассказ о добровольческом отклике Натальи Батраевой[79].
- «6 июля. Крымск» — спектакль-инсталляция в Московском драматическом театре, поставленная по книге волонтёра Натальи Киселёвой[78].

## Комментарии
1. ↑  Выдающимися называют наводнения с частотой повторения от 50 лет, охватывающие крупную речную систему, приводящие к эвакуации населения и параличу хозяйственной деятельности[4].
2. ↑  Установленный для гидропоста уровень подъёма воды, превышение которого представляет угрозу жизни людей и может вызвать значительный материальный ущерб[19].
3. ↑  Карч — подмытые и унесённые потоком стволы деревьев с корнями[26].